# جيمس بيورفوي
جيمس بيورفوي (بالإنجليزية: James Purefoy)‏ هو ممثل بريطاني، ولد في 3 يونيو 1964 في المملكة المتحدة.

## أعمال

### أفلام
- (2002) ريزدنت إيفل[6]
- (2004) فانيتى فير[7][8]
- (2005) ثاء رمزا للثأر
- (2009) سليمان كين
- (2012) جون كارتر
- (2012)  الجزاء[9]
- (2016)  الفصل الأخير[10][11][12]

### مسلسلات
- الانتقام
- كاميلوت

## وصلات خارجية
- جيمس بيورفوي على موقع IMDb (الإنجليزية)
- جيمس بيورفوي على موقع ألو سيني (الفرنسية)
- جيمس بيورفوي على موقع تيرنر كلاسيك موفيز (الإنجليزية)
- جيمس بيورفوي على موقع أول موفي (الإنجليزية)
- جيمس بيورفوي على موقع بوكس أوفيس موجو (الإنجليزية)
- جيمس بيورفوي على موقع قاعدة بيانات الأفلام السويدية (السويدية)
- جيمس بيورفوي على موقع إن إن دي بي (الإنجليزية)
- جيمس بيورفوي على موقع قاعدة بيانات الفيلم (الإنجليزية)
- جيمس بيورفوي على موقع كينوبويسك (الروسية)